# Santuario della Madonna delle Grazie (Tavarnelle Val di Pesa)

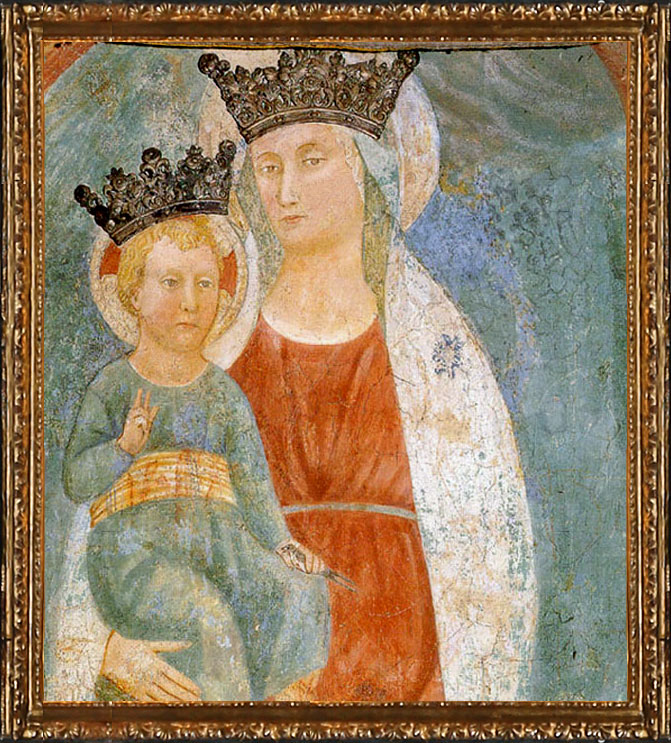
La venerata immagine della Madonna col Bambino

Il Santuario della Madonna delle Grazie si trova a Pietracupa negli immediati dintorni di San Donato in Poggio nel comune di Barberino Tavarnelle, in provincia di Firenze, diocesi della medesima città.
Viene considerato una della più equilibrate testimonianze di architettura religiosa minore poste nel contado fiorentino da collocarsi in quel filone manierista nato dalle esperienze di Giorgio Vasari e di Bernardo Buontalenti.

## Storia
Cominciò tutto da un piccolo affresco che si trovava sul muro di una casa posta all'incrocio tra la strada regia Romana e la via che conduce a Sicelle. Rappresenta la Madonna con in braccio il Bambino che stringe nella sinistra una rondine, simbolo cristiano della resurrezione. Di attribuzione incerta, la critica si divide tra il ritenerlo opera di Paolo Schiavo o di un giovane Masaccio, ancora influenzato dalla maniera gotica.
Vuole la tradizione che nel XVI secolo, in un periodo di terribile carestia, un bimbo si soffermasse a pregare quella sacra immagine perché la Madonna aiutasse la sua famiglia ad uscire dai morsi della fame, ché in casa non avevano più nemmeno un tozzo di pane. Sembra che il bambino sentisse la Madonna rispondergli di guardar meglio nella madia perché là di pane doveva essercene ancora e, infatti, in quella madia ne fu poi miracolosamente trovato.
Da quel momento furono molti coloro che si rivolgevano a Maria Santissima per averne aiuto e quando si diffuse anche la notizia di guarigioni miracolose, ben documentate dagli ex voto visibili nelle due cappelle del transetto, i devoti divennero una folla. Appariva a tutti evidente che quella santa immagine, nonostante la tettoia che nel frattempo era stata costruita, era ancora troppo esposta alle intemperie e, per moto popolare, si decise di costruire una chiesa che meglio la proteggesse. Dopo che i miracoli furono sottoposti ad un esame canonico, per moto popolare, si iniziò a pensare alla costruzione di una chiesa che meglio la proteggesse e alla costituzione di un santuario per la quale furono incaricati i pievani di San Donato in Poggio e di Campoli. 
Grazie alla munificenza di Santo e Donato Naldi, proprietari dei terreni in località Pietracupa che ne donarono allo scopo, il 17 settembre 1596 la costruzione della chiesa ebbe inizio e i fratelli Naldi ne tennero il patronato. La chiesa era composta da un'unica aula che oggi è oggi la navata (A, nella pianta), ma più bassa e più piccola di superficie; lo scopo di dar protezione alla sacra immagine fu rapidamente raggiunto ma, terminata la costruzione, si mise quasi subito mano all'ampliamento i cui lavori durarono dal 1606 al 1609 ma furono più volte ripresi nel corso di tutto il XVII secolo per modifiche e ampliamenti.

## Descrizione

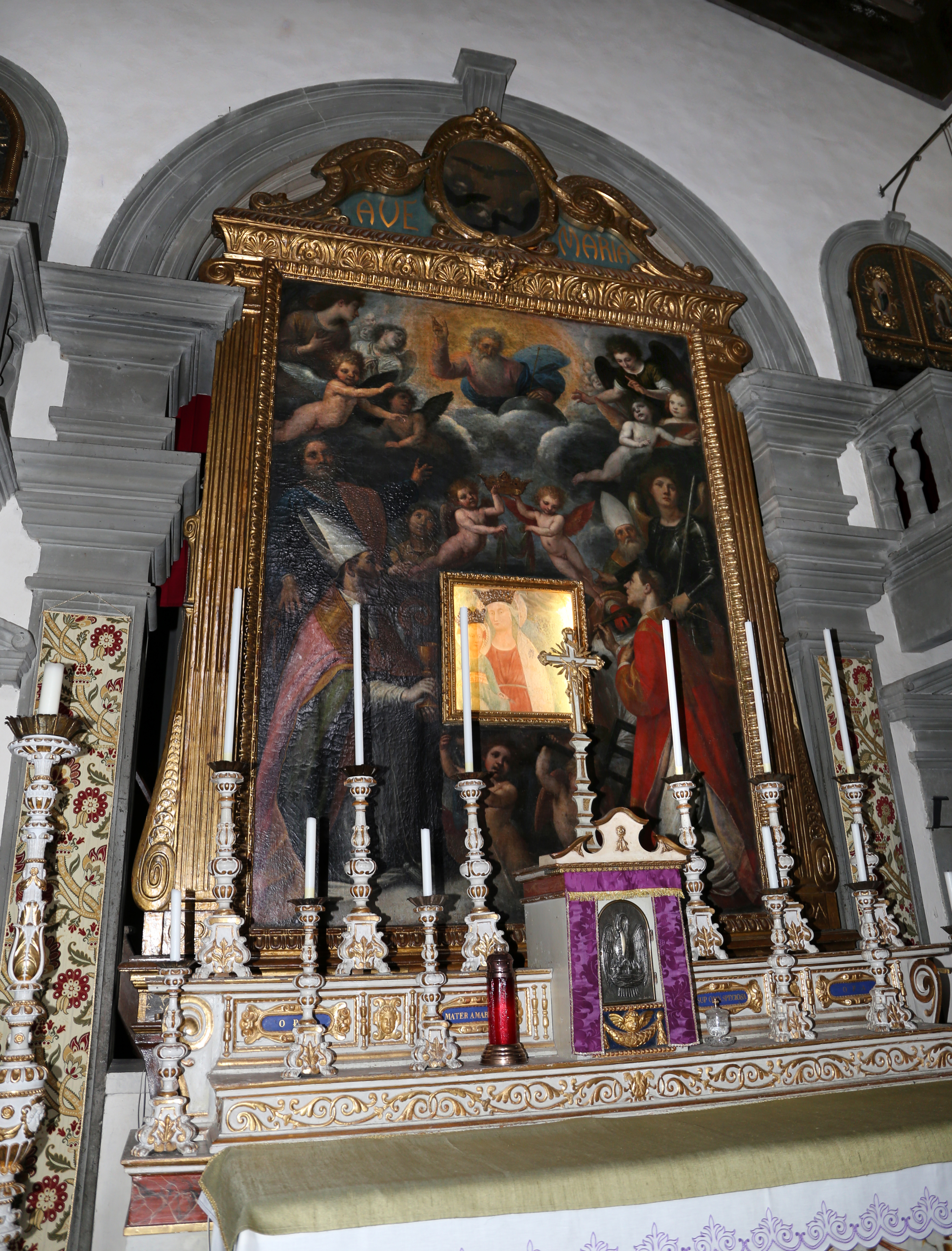
L'altare maggiore

La fabbrica, quale oggi ci appare, ebbe un padre illustre: la si dovette, infatti, all'opera di Domenico Cresti, noto come il "Passignano" (dal nome della frazione di Tavarnelle in cui nacque). L'ampliamento mutò molto l'aspetto della chiesa che aumentò in profondità con la creazione delle due cappelle laterali (B) coperte da volte a crociera – a differenza della navata coperta da capriate – del coro (C) e dei due spazi ai lati del coro probabilmente entrambi ad uso di sacrestia (E).

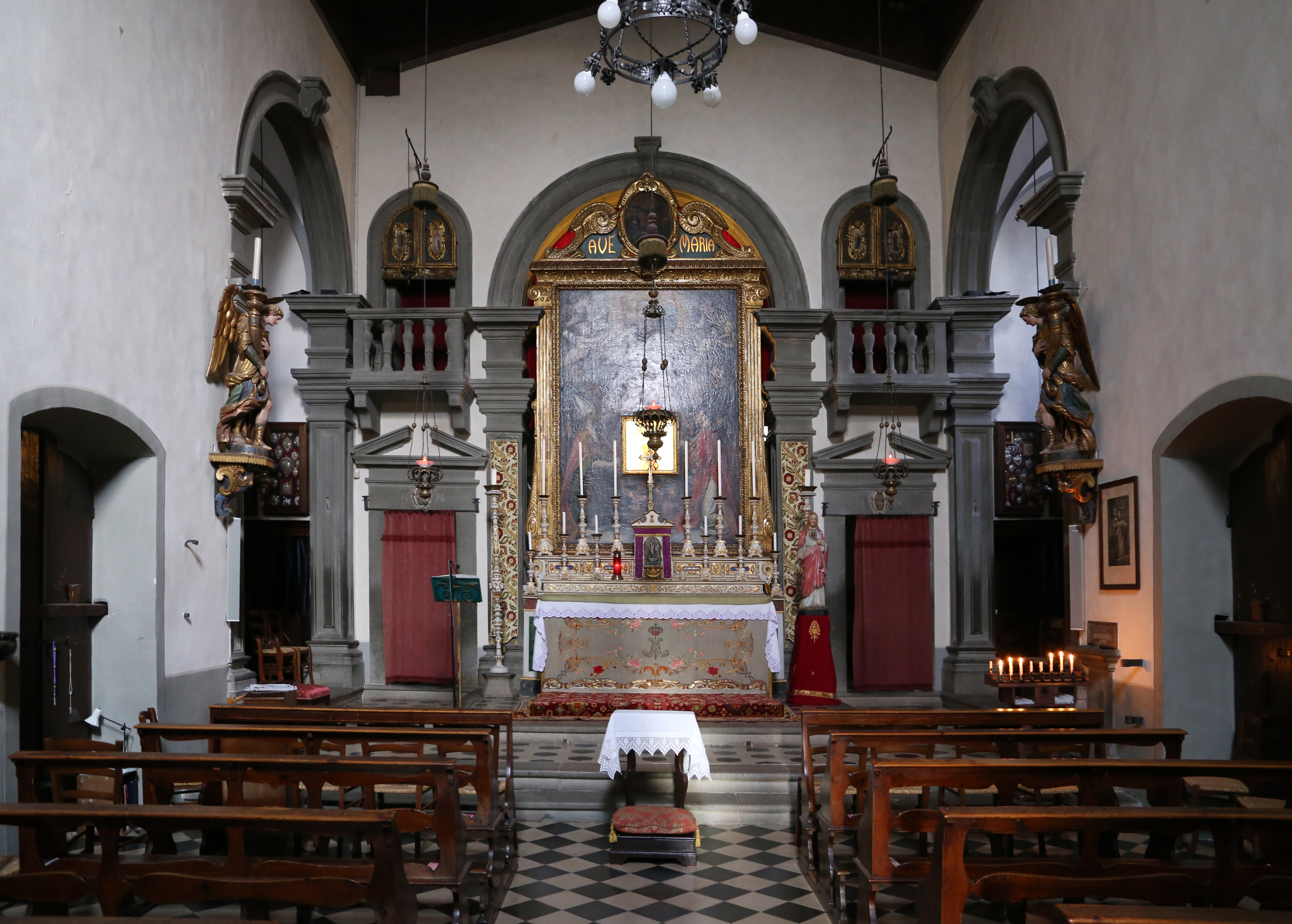
Interno

Con quelle due cappelle laterali a formare il transetto e il coro, la chiesa ebbe una pianta a croce latina che, però, non si avverte proprio. Il bell'arcone aperto sul coro e che incornicia l'altare maggiore (D), fu del tutto ingombrato dallo stesso Passignano che vi pose in opera la grande, bella tela raffigurante l'incoronazione di Maria con i Santi Pietro, Donato, Lorenzo, e l'arcangelo Gabriele.
Al centro di questa è il venerato affresco della Madonna col Bambino che, pur staccato con poca maestria dalla sua primitiva posizione con la perdita di parti marginali, fa ancora bella mostra di sé (le discutibili corone d'argento che vediamo sulla testa di Maria e del Bambino sono evidente e ridondante conseguenza settecentesca del tema della tela).
Ai lati dell'altare sono due tabernacoli-reliquiari con le ante dipinte all'inizio del Seicento. All'altare laterale destro si trova la tela dei primi del XVII secolo raffigurante la Vergine che appare a san Carlo Borromeo mente nell'altare dalla parte opposta la tela della Crocifissione tra i santi Girolamo e Francesco, opera firmata e datata 1609 di Cosimo Gamberucci; ai lati del presbiterio è collocata una coppia di angeli reggicandelabro in legno policromo della fine del Cinquecento. Nella cappella laterale sinistra si trova un'urna di Pietro Bonaventura Gherardini datata 1742.
Nel 1636 la chiesa fu dotata su tre lati di un porticato coperto a tetto (F) che, per la sua pendenza, sacrificò le finestre laterali e la finestra sopra l'ingresso principale che fu spostata più in alto nell'odierna posizione, probabilmente richiedendo un aumento dell'altezza dell'aula.

## L'Opera

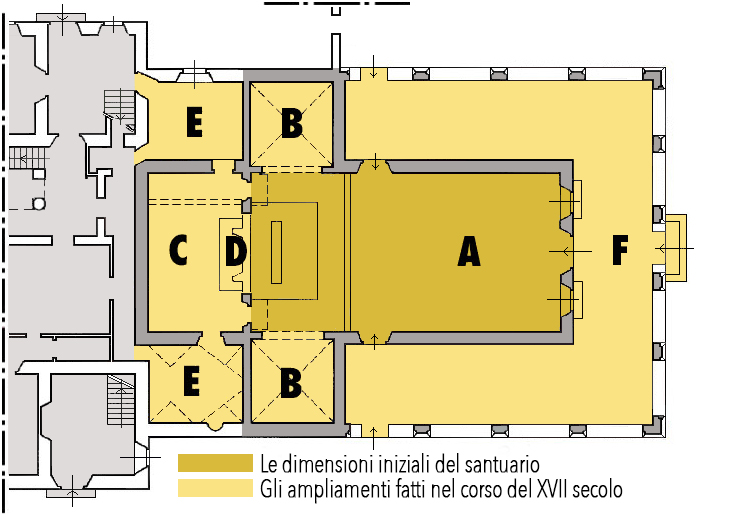
Pianta

Per gestire le entrate del Santuario, una volta caduto il patronato dei Naldi, fu costituita un'Opera laica denominata "Compagnia dei bifolchi" in ricordo dei contadini che, fornendo gratuitamente la manodopera ed il trasporto dei materiali, avevano contribuito fattivamente alla costruzione della chiesa.
L'antica Compagnia è tuttora attiva: con il nome di "Opera di Santa Maria delle Grazie di Pietracupa" è oggi una Fabbriceria che provvede col suo lavoro alla manutenzione del Santuario e degli immobili in sua proprietà, continua a festeggiare le ricorrenze di San Giuseppe e dell'Immacolata Concezione con gli annuali pranzi "dei Bifolchi", a festeggiare la festa del Santuario nella prima Domenica di Agosto. Riesce con la sua attività ad offrire intatto il Santuario alla devozione dei fedeli e all'amore del popolo di San Donato